# Incendie du 12 septembre 2023 à Hanoï
L'incendie du 12 septembre 2023 à Hanoï est un incendie survenu dans la nuit du 12 au 13 septembre 2023 dans un immeuble d'habitation à Hanoï, capitale et deuxième plus grande ville du Viêt Nam. 56 personnes sont mortes et 54 autres sont prises en charge par les secours et conduites dans des hôpitaux. Le feu s'est déclaré au niveau du parking avant de se propager aux dix étages que compte l'immeuble d'une superficie de 200 m2 hébergeant environ 150 personnes situé dans le quartier de Khương Đình du district de Thanh Xuan.

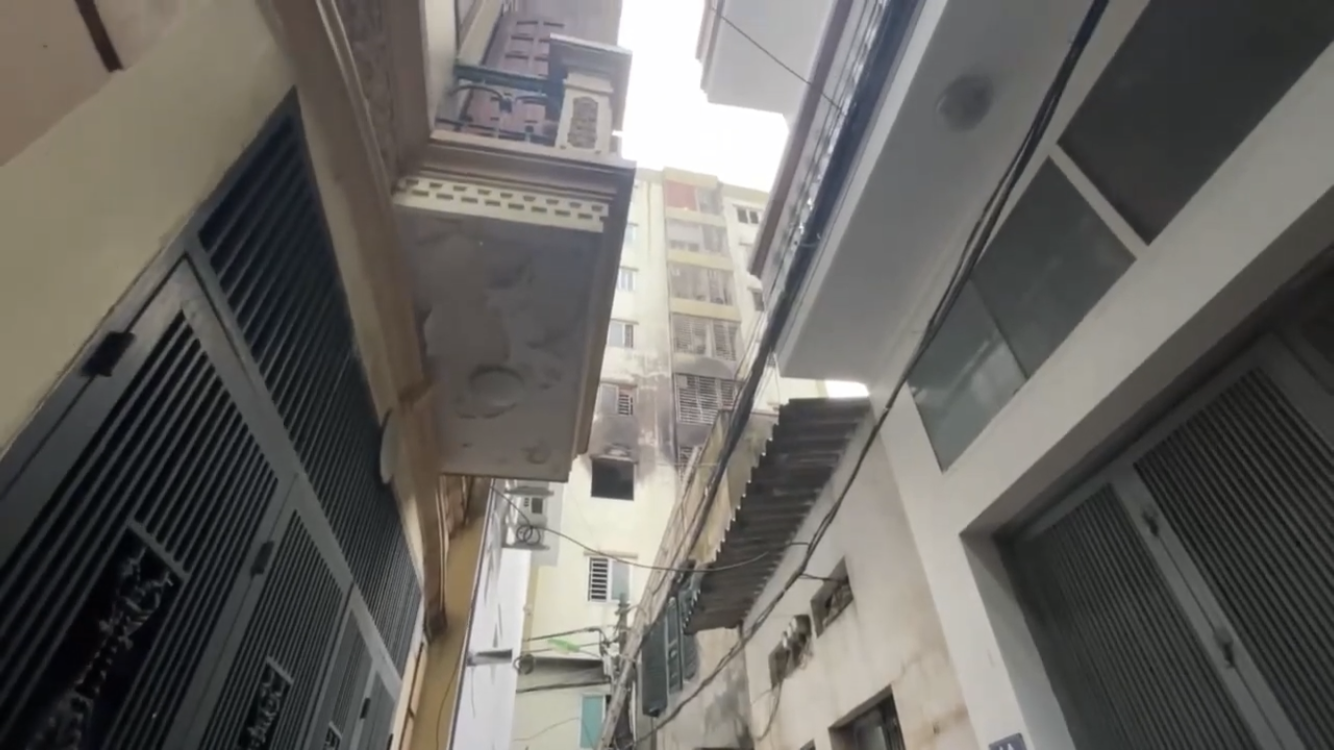
L'immeuble incendié.
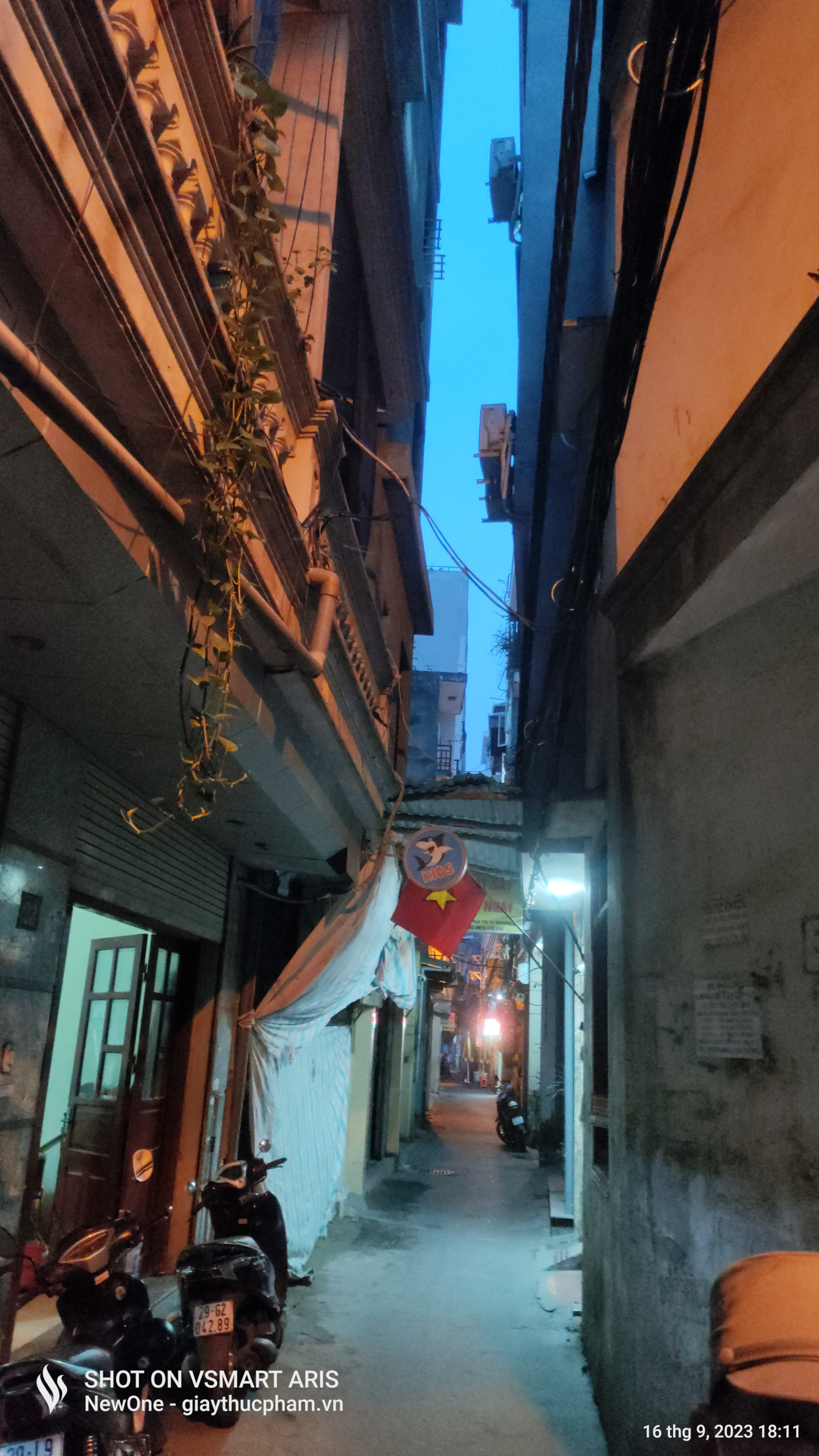
La ruelle où le feu s'est déclaré.
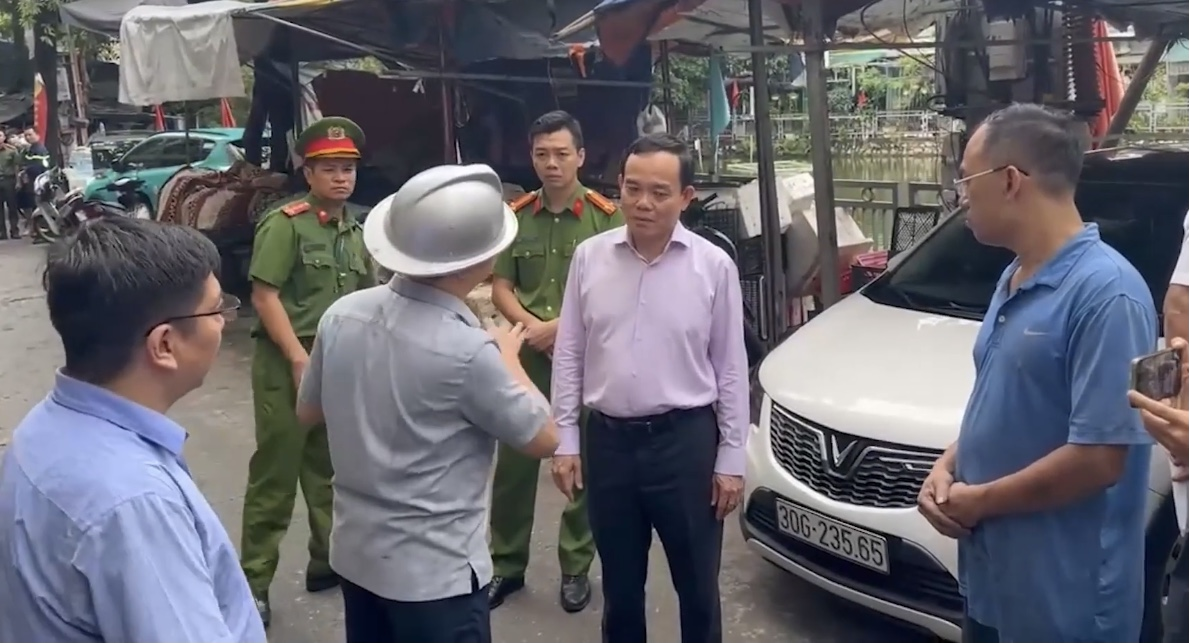
Trần Lưu Quang, membre du cabinet du Premier ministre Phạm Minh Chính, sur les lieux de l'incendie le lendemain.